# ヴィヴェカ・リンドフォース
ヴィヴェカ・リンドフォース（Viveca Lindfors、1920年12月29日 - 1995年10月25日）は、スウェーデンの女優。

## 出演作品
- スターゲイト - 最後の出演作品
- LAW & ORDER　ロー＆オーダー シーズン4
- Ｂ.Ｓ.Ｊ.／バック・ストリート・ジャスティス
- 光と闇の十字架
- ニューヨーク恋泥棒
- ザンダリーという女
- ルーバ
- エクソシスト3
- アン・ジリアン物語／愛と命のある限り
- マイ・ディア・ボディガード
- 愛は危険な香り
- シュア・シング
- サイレント・キラー／白い狂気
- ラルフ・マッチオ／３つの願い
- クリープショー
- キラーハンド
- 伝説のマリリン・モンロー
- ファニア歌いなさい
- ふたりだけの微笑
- ウエディング
- ガールフレンド
- ロサンゼルス・それぞれの愛
- 追憶
- ルーという女（ポーラ・ガルバ）
- シルビア
- 呪われた者たち（フレイア）
- ワルソー・ゲットー（ナレーション）
- キング・オブ・キングス
- 砂漠の女王
- テンペスト
- ムーンフリート
- 追われる男
- ジープの四人
- 虐殺の街
- 死への招待
- 狂った殺人計画
- 暗闇の秘密（アン・グレイシー）
- シンゴアラ
- ドン・ファンの冒険